# Phare de Goose Rocks
Le phare de Goose Rocks (en anglais : Gooe Rocks Light) est un phare actif situé sur Goose Rocks près de North Haven, dans le Comté de Knox (État du Maine).
Il est inscrit au Registre national des lieux historiques depuis le 21 janvier 1988 .

## Histoire
Goose Rocks (les rochers de l'Oie) sont des rochers situés à l'entrée du Fox Islands Thoroughfare un passage très fréquenté dans la baie de Penobscot séparant North Haven de Vinalhaven.
Ce phare a été mis en service en 1890 à une époque où Vinalhaven était le site d'importantes carrières de granit et où la zone attirait un nombre important de visiteurs estivaux. C'est un phare à caisson immergée, une structure effilée à quatre niveaux avec des murs de placage de fonte fixés sur une base en béton. Le deuxième niveau de la structure sert de logement au gardien et la lanterne au quatrième étage. La tour est peinte en blanc, avec une base et une garniture noires. La lumière a été automatisée en 1963.
En 2006, il a été vendu à Beacon Preservation , une organisation à but non lucratif qui a restauré l'intérieur et l'a ouvert à la location pour y passer la nuit de mai à mi-octobre. Le feu automatique est entretenu par la Garde côtière et reste une aide active à la navigation.

## Description
Le phare  est une tour cylindrique en fonte, avec une triple galerie et une lanterne de 15,5 m de haut, au-dessus d'un caisson en béton. La tour est peinte en blanc et le toit de la lanterne est noire. feu isophase Il émet, à une hauteur focale de 15,5 m, un éclat blanc de 0.6 seconde par période de 6 secondes. Sa portée est de 12 milles nautiques (environ 22 km). Il possède aussi un feu à secteurs rouge couvrant le chenal d'une portée de 11 milles nautiques (environ 20 km).
Il est équipé d'une corne de brume émettant un blast par période de 10 secondes.

## Caractéristiques dufeu maritime
Fréquence : 6 secondes (W)
- Lumière : 0.6 seconde
- Obscurité : 5.4 secondes

Identifiant : ARLHS : USA-326 ; USCG : 1-3885 - Amirauté : J0074 .
|             |
| Goose Rocks |

### Lien connexe
- Liste des phares du Maine